# 헝가리 공산당
헝가리 공산당(헝가리어: Magyar Kommunista Párt, MKP)은 1918년에 창당된 헝가리의 공산당이다. 이 정당은 단명한 헝가리 평의회 공화국을 이끈 쿤 벨러가 창당했으며, 오랫동안 헝가리 당국의 끊임없는 탄압을 받았다.
1943년 이오시프 스탈린이 코민테른을 해산하자 헝가리 공산당은 카다르 야노시의 주도로 평화당으로 개칭하고 프롤레타리아 전위당이 아닌 반파시즘 통일전선의 성격을 띄게 되었다. 이흔 1944년 중반에 소련이 전세에서 우위를 점하자 다시 공산당으로 환원하였다.
1945년 붉은 군대가 헝가리를 해방한 이후 당은 정권을 잡았으며, 헝가리에서 파시스트 도당을 숙청했다. 1948년 마차시 라코시가 이끄는 헝가리 공산당 중앙위원회는 사회주의 세력을 총동원, 규합해 헝가리 노동인민당으로 개편하였다.